# Botucatu Airport
Botucatu Airport är en flygplats i Brasilien.   Den ligger i kommunen Botucatu och delstaten São Paulo, i den södra delen av landet, 800 km söder om huvudstaden Brasília. Botucatu Airport ligger 887 meter över havet.
Terrängen runt Botucatu Airport är platt åt sydväst, men åt nordost är den kuperad. Närmaste större samhälle är Botucatu, 6,4 km norr om Botucatu Airport.
Runt Botucatu Airport är det i huvudsak tätbebyggt. Runt Botucatu Airport är det ganska tätbefolkat, med 207 invånare per kvadratkilometer.